# Звартноц
Звартно́ц (арм. Զվարթնոց) — церковь в честь святого Григория Просветителя, памятник армянской архитектуры VII века, расположен близ Еревана и Вагаршапата (Эчмиадзина). В 2000 году руины храма и археологическая территория вокруг него включены в список Всемирного наследия ЮНЕСКО.
По одной из версий, название в переводе с древнеармянского означает «храм бдящих ангелов», от армянского звартун — ангел

## История

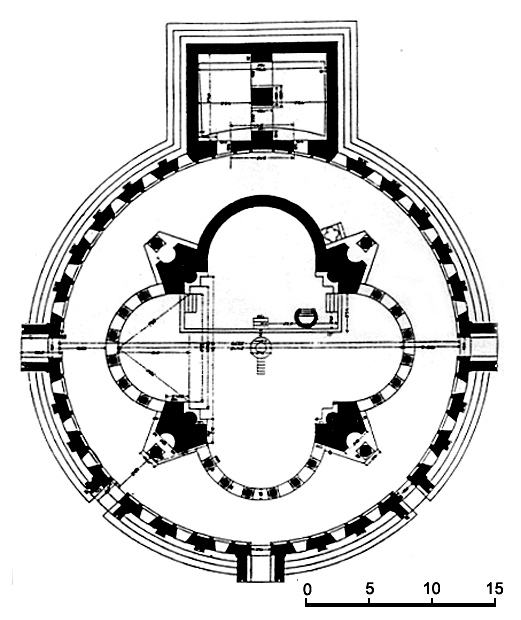
План Звартноца

Согласно армянскому историку Себеосу, построен при католикосе Нерсесе III Строителе 640—650 годах, планировавшем перенести свою резиденцию из Двина в Вагаршапат. Нерсесу III также приписываются строительство сооружений в Двине и Хор-Вирапе и похожей на Звартноц церкви в его родном селе Ишхан в Тайке. На церемонии освящения колоссального храма присутствовал византийский император Констант II, пожелавший построить такой же в Константинополе. В X веке храм из-за слабости узлов опор второго яруса обвалился во время землетрясения. Руины Звартноца открыты раскопками в 1901—1907 годов. К настоящему времени почти целиком реконструирован первый ярус.

## Описание
Храм, по реконструкции Т. Тораманяна, представлял собой круглое трехъярусное купольное сооружение (диаметр нижнего яруса 35,75 м). В круг основания вписан крест, три крыла которого образованы по полукругу 6 колоннами, а восточное крыло — апсида — было глухой стеной, которую покрывали мозаики и фрески. У алтарной апсиды — высокое возвышение, с одной стороны — амвон, впереди — крестильная купель. Сзади к апсиде примыкало квадратное помещение, видимо, ризница, из которой поднимались по лестнице в коридор, шедший по верху первого яруса.
Фасады храма были украшены аркатурой, резьбой, рельефными плитами с орнаментами и гроздьями граната и винограда. Колонны Звартноца увенчаны массивными капителями с изображениями крестов, орлов, донаторов храма. На юго-западе от храма — развалины патриаршего дворца, жилых помещений Нерсеса III, винодавильни.

## Этимология
Летописец Себеос был первым, кто назвал храм «Звартноц»: «Здесь построена церковь, называемая „Звартноц“ что означает сонм небесных воинов (бдящих, или ангелов небесных, которые явились св. Григорию Просветителю на месте будущего храма».
Камсар Аветисян в своей книге «Арменоведческие этюды» пишет: «…так называется (храм), потому что он посвящён небесным бдящим, ведь по-армянски „звартун“ раньше означало также „ангел“. Так что Звартноц означает „Храм ангелов“».
Только Себеос упоминал храм как Звартноц, в то время как остальные летописцы называли его храмом святого Григория в Вагаршапате.

## Влияние архитектуры Звартноца
Влияние Звартноца очевидно на памятниках 2-й половины VII века — храмы в Аруче, Зораворе, Талине, Егварде; церкви Спасителя и Пастушья в Ани, X—XI веках — церкви в монастырях Хцконк и Мармашен. Звартноц копируют храмы в Банак и Гагикашен в Ани, а также церковь в селе Лекит.

## Галерея

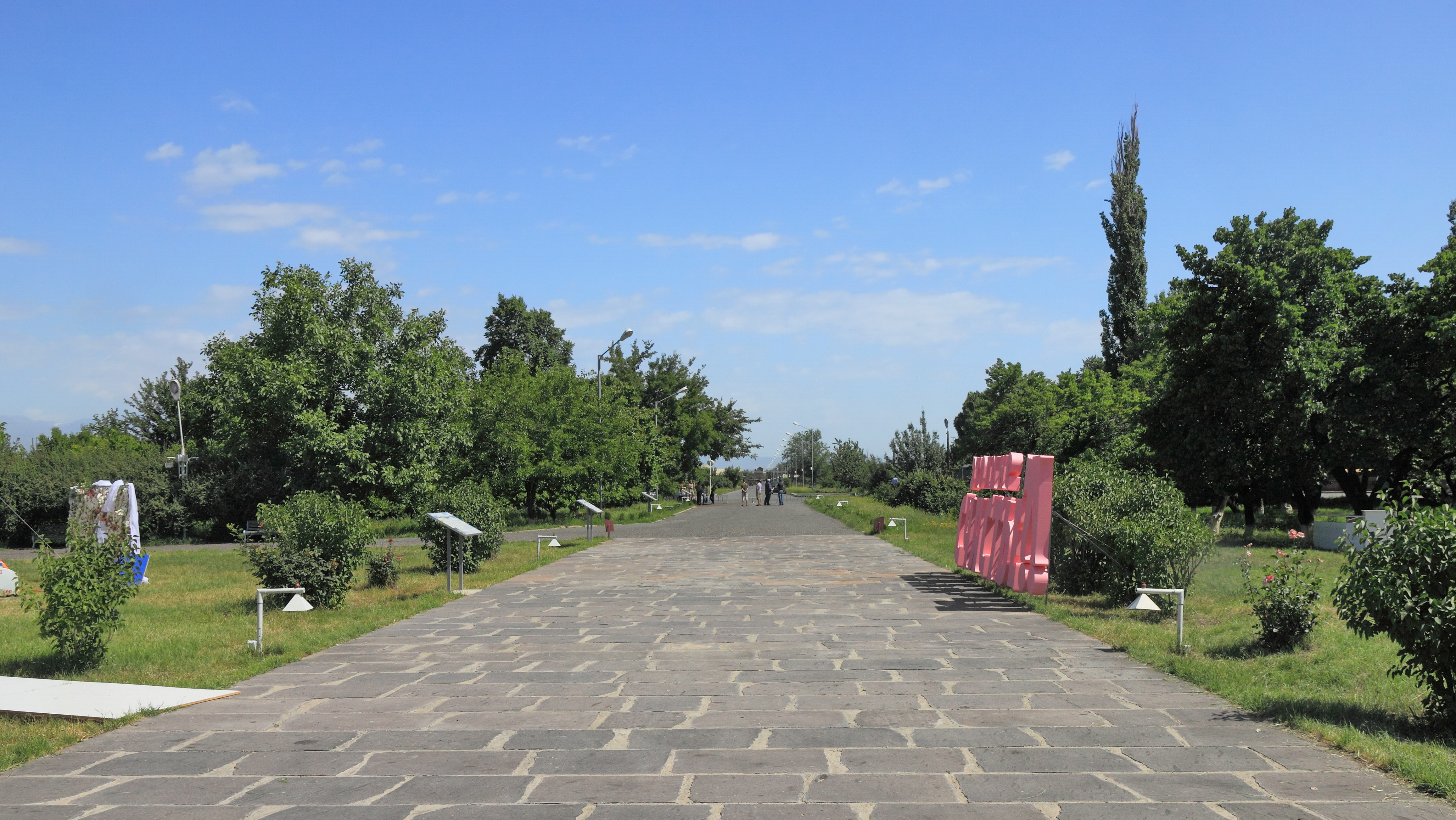
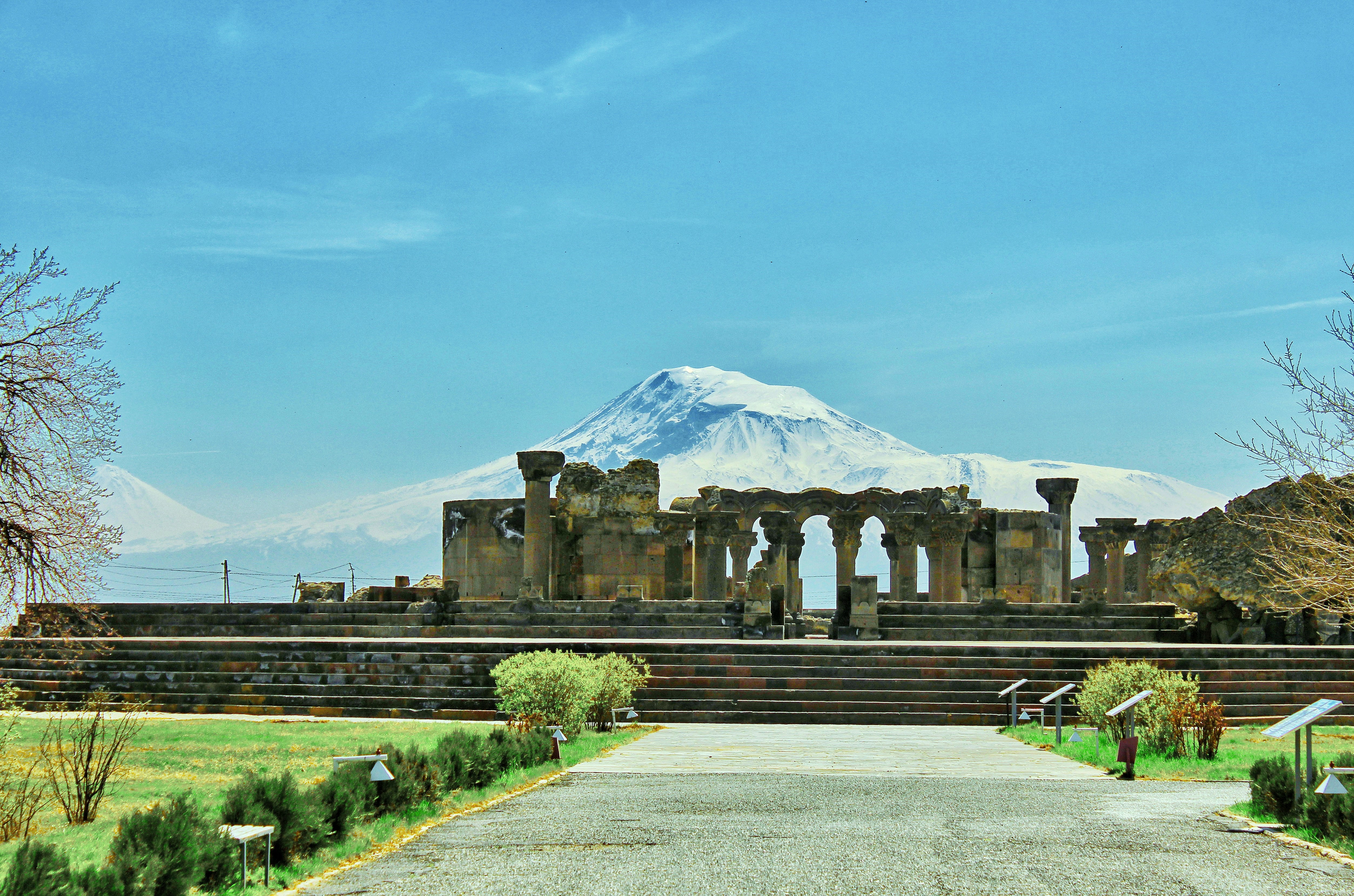
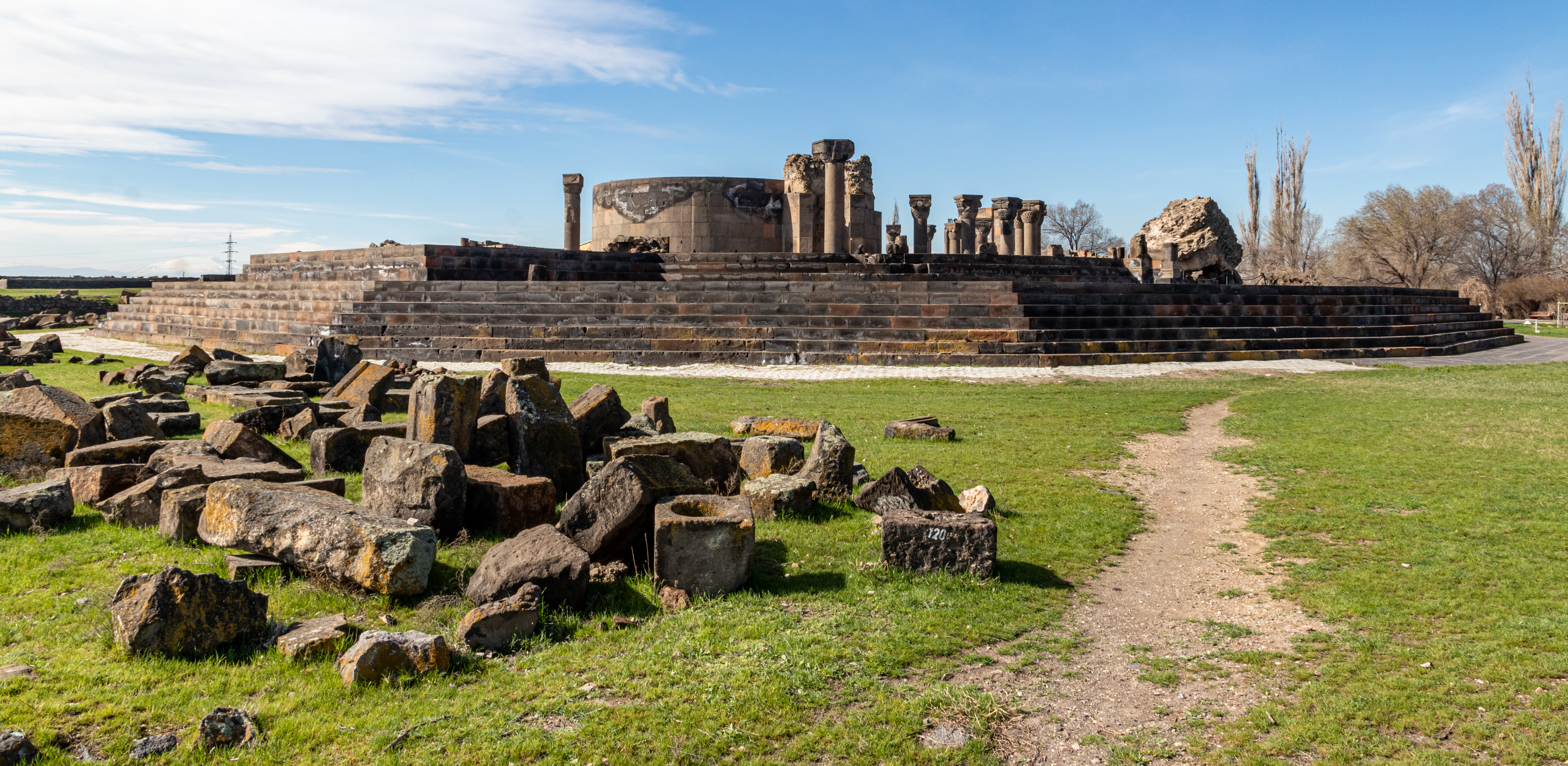
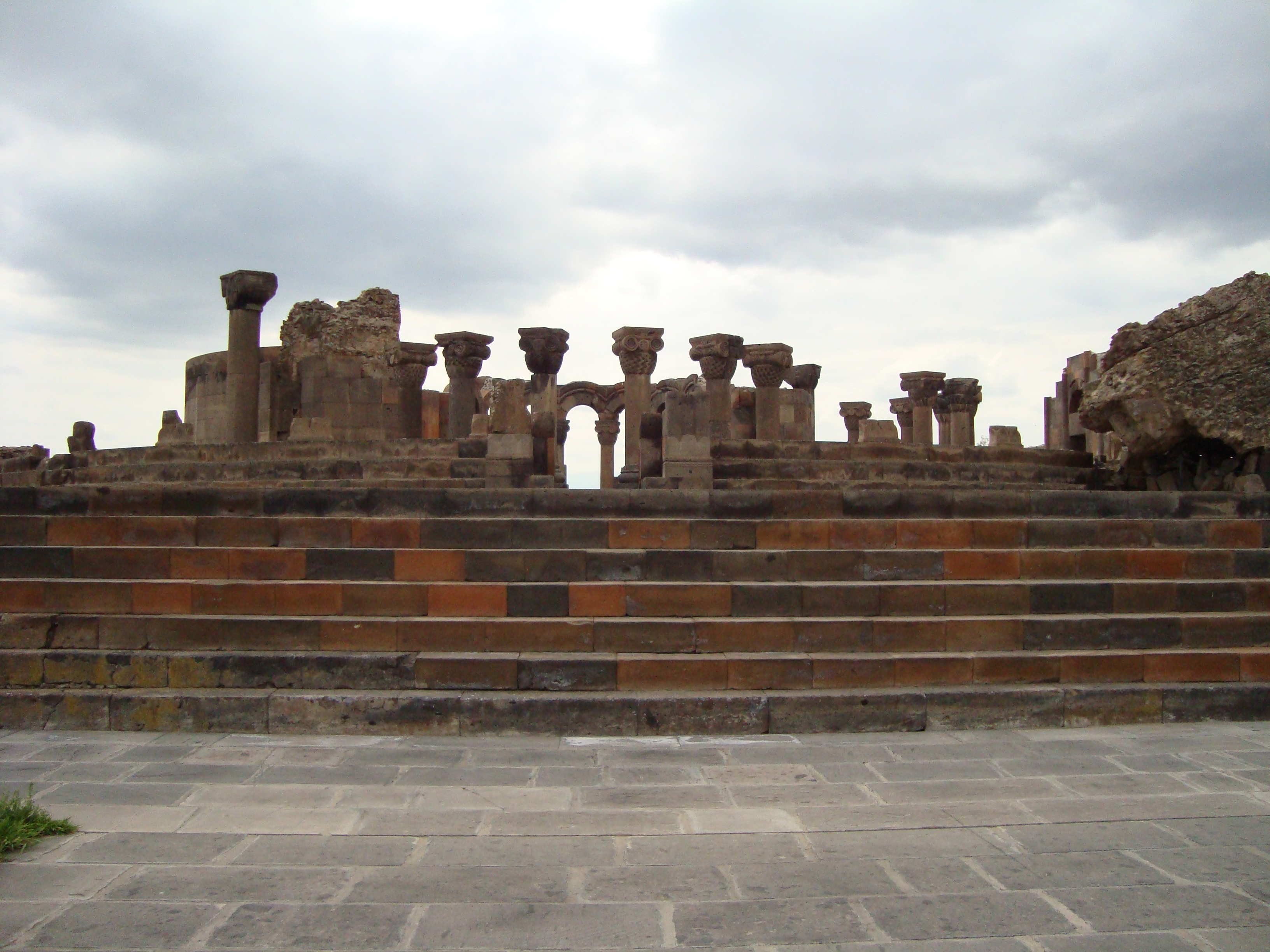
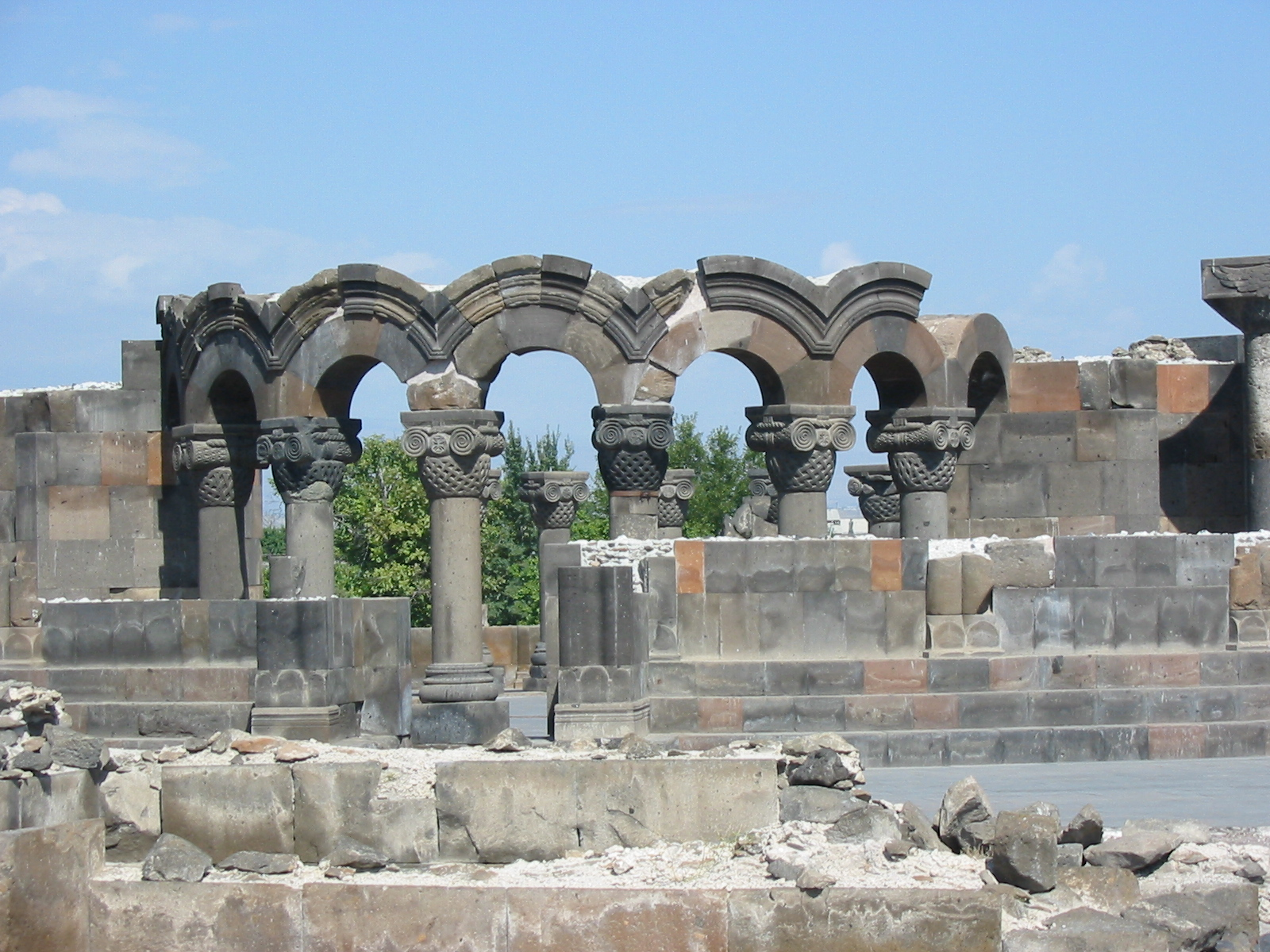
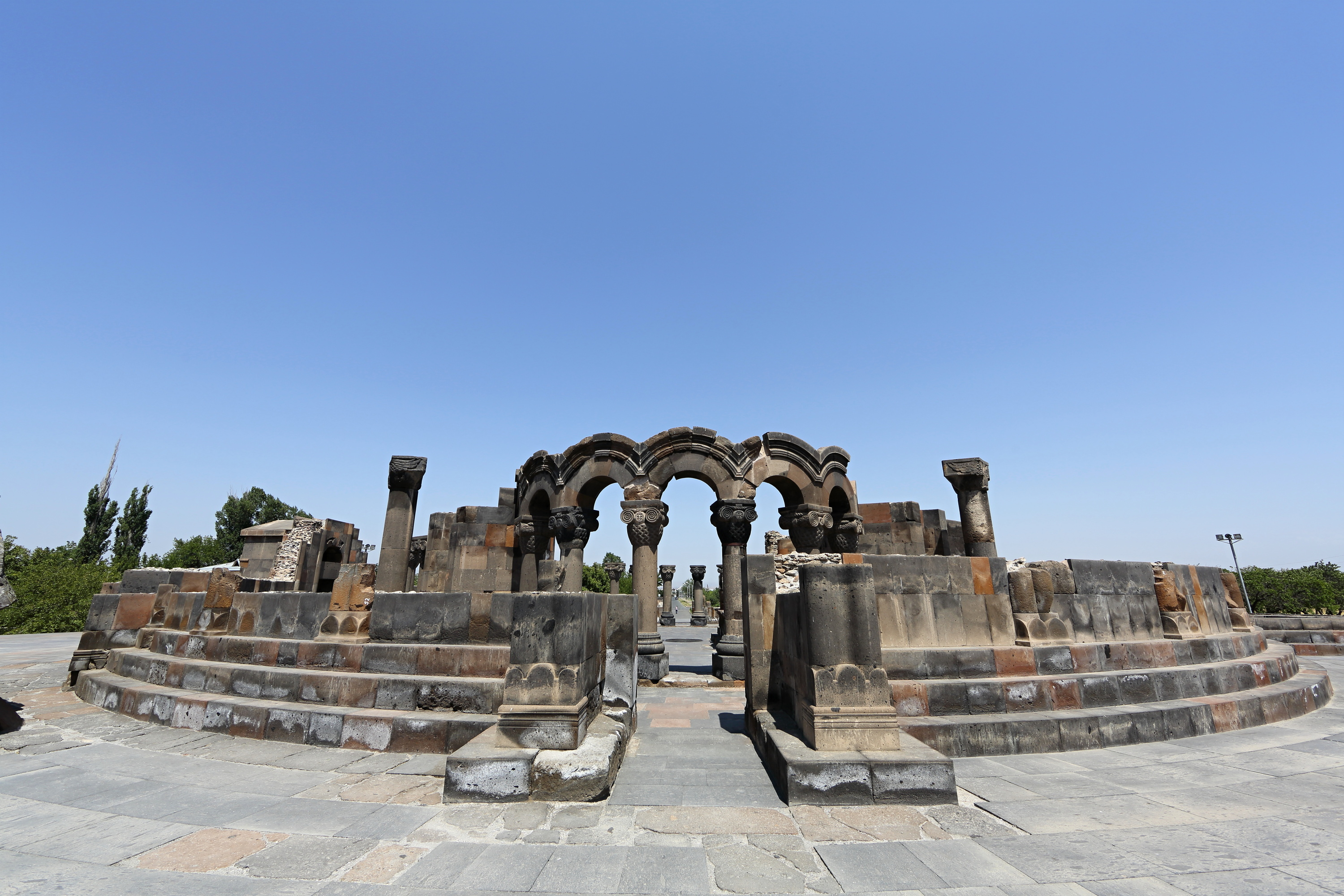
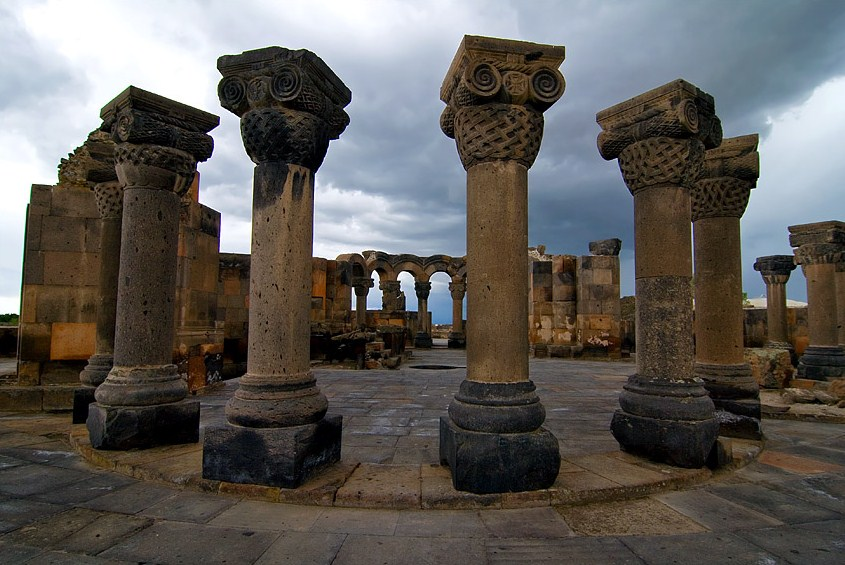
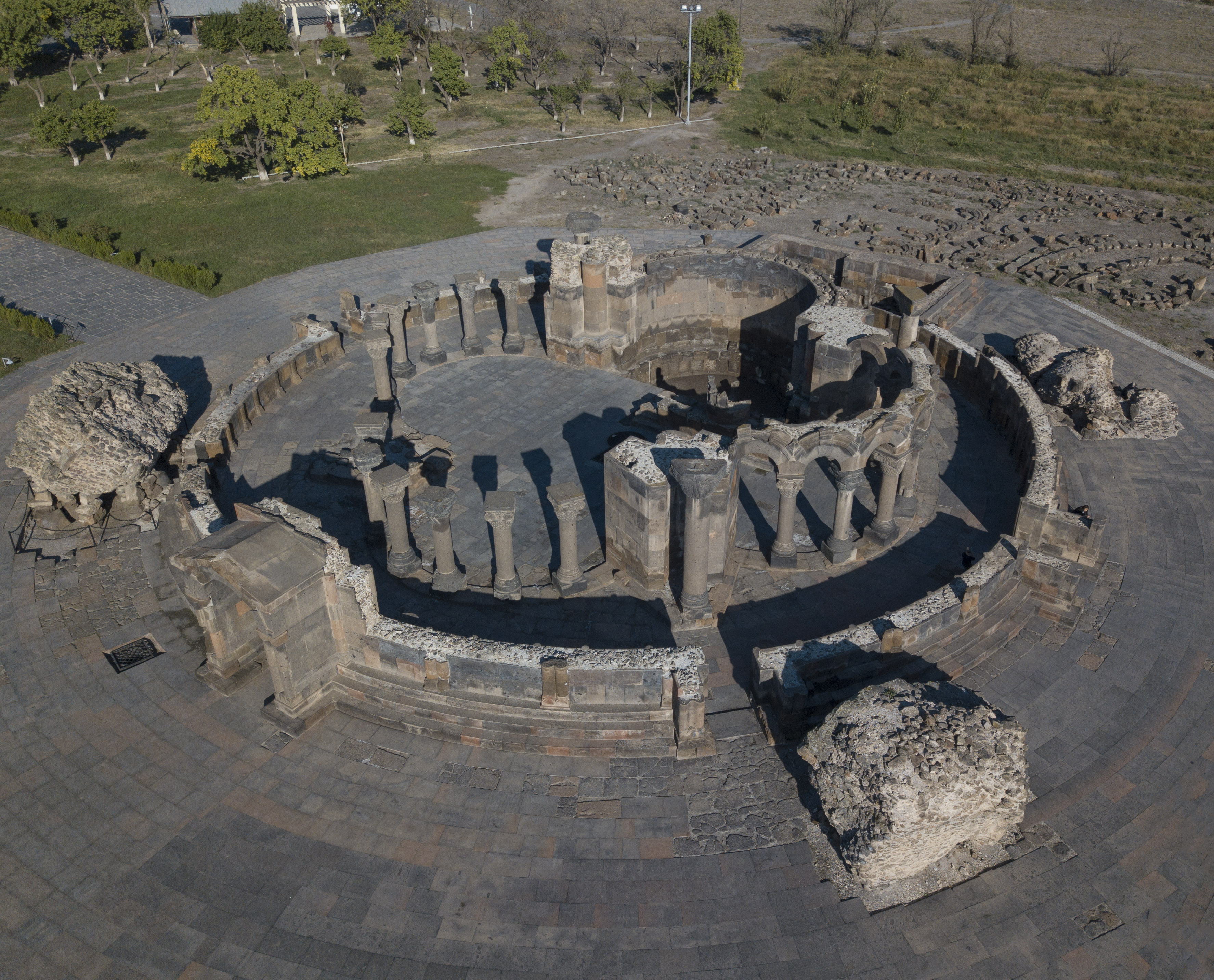
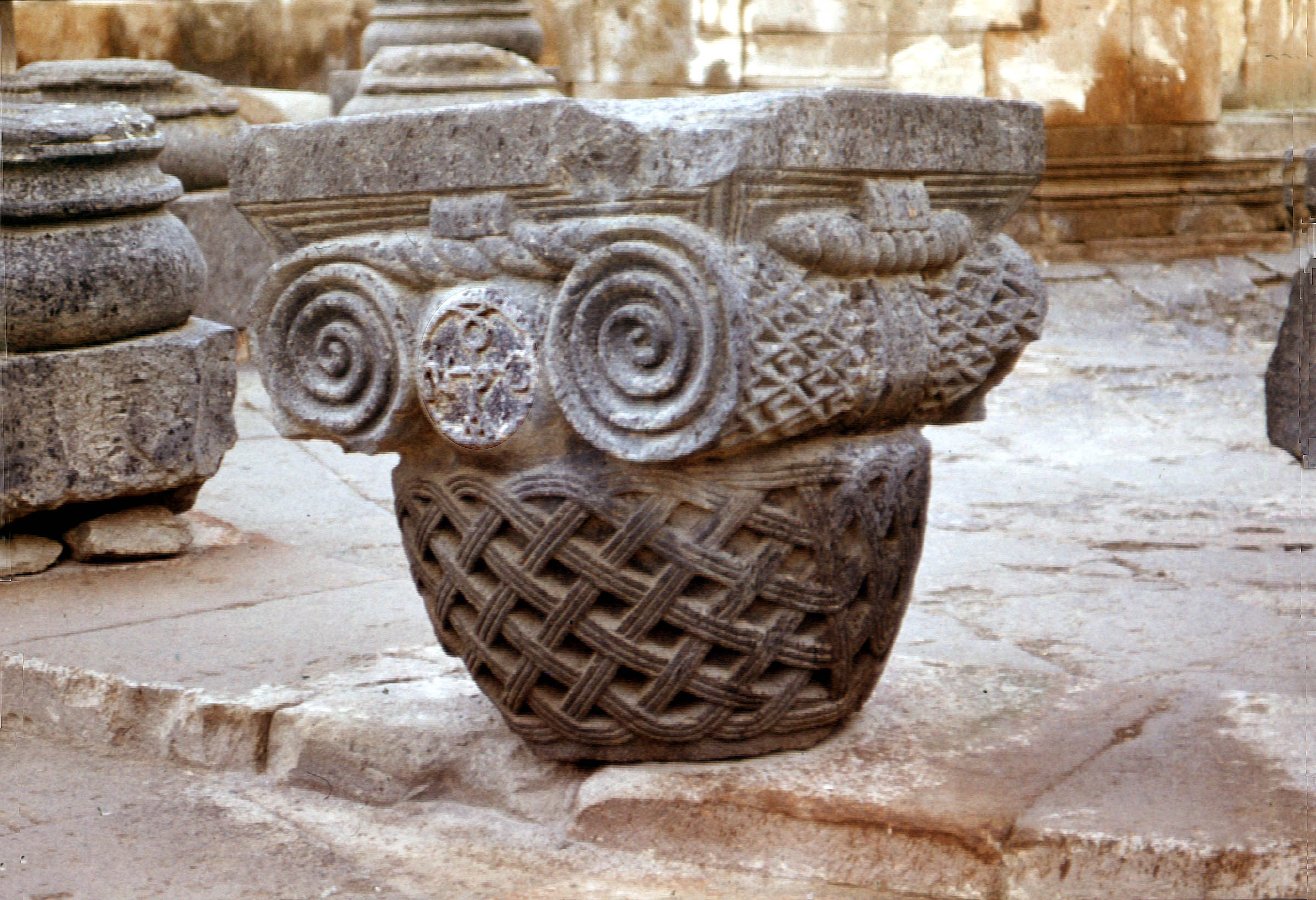
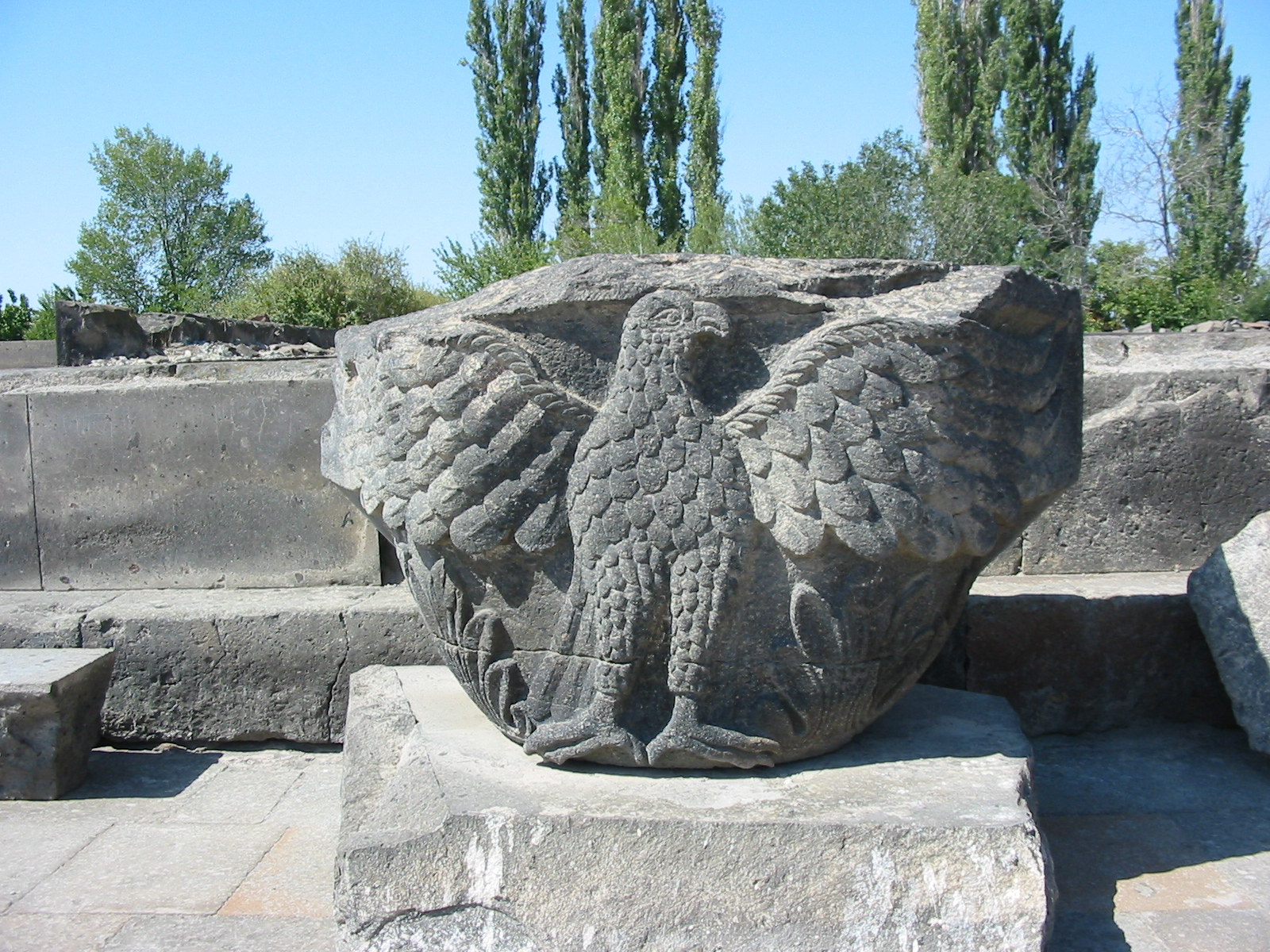
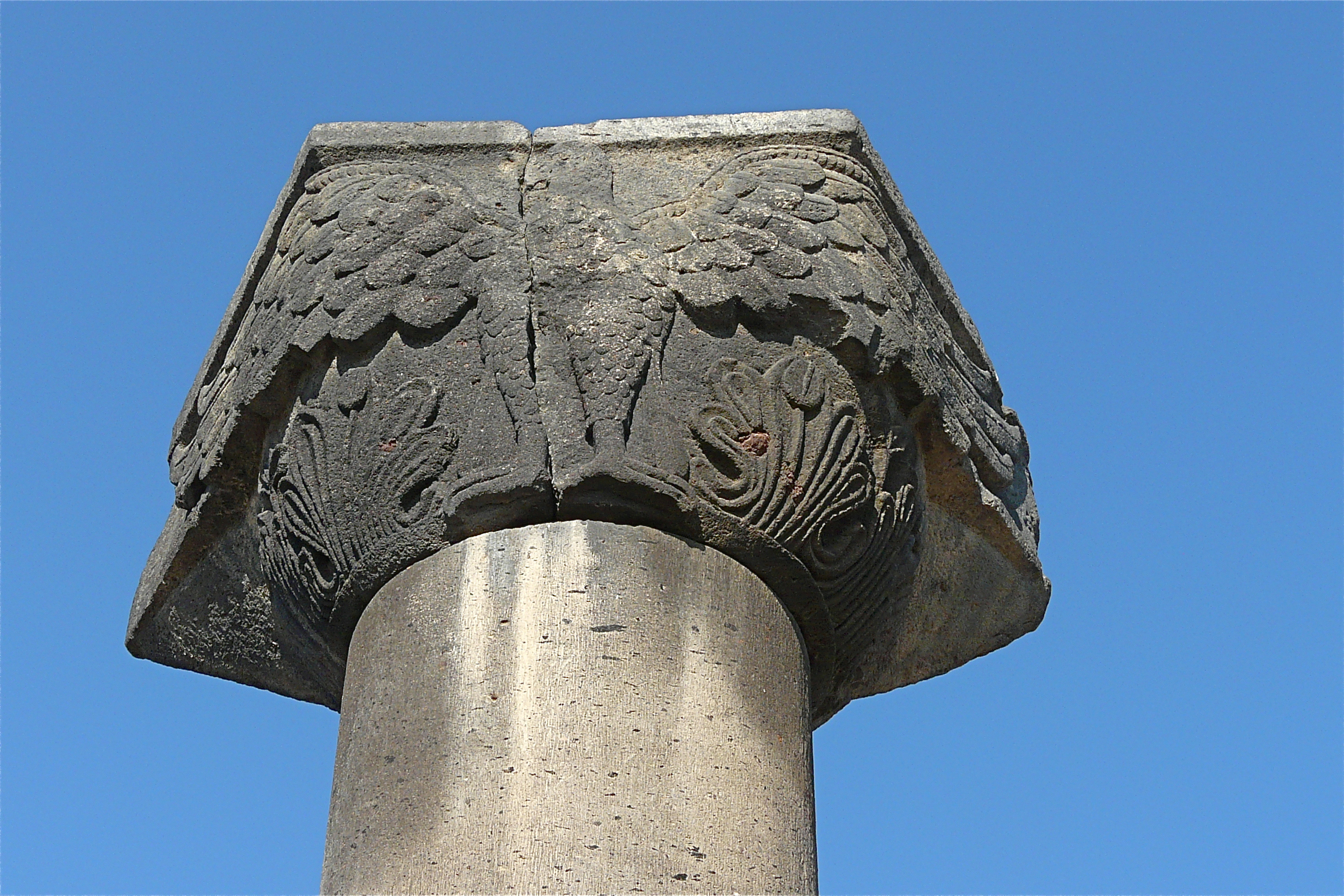
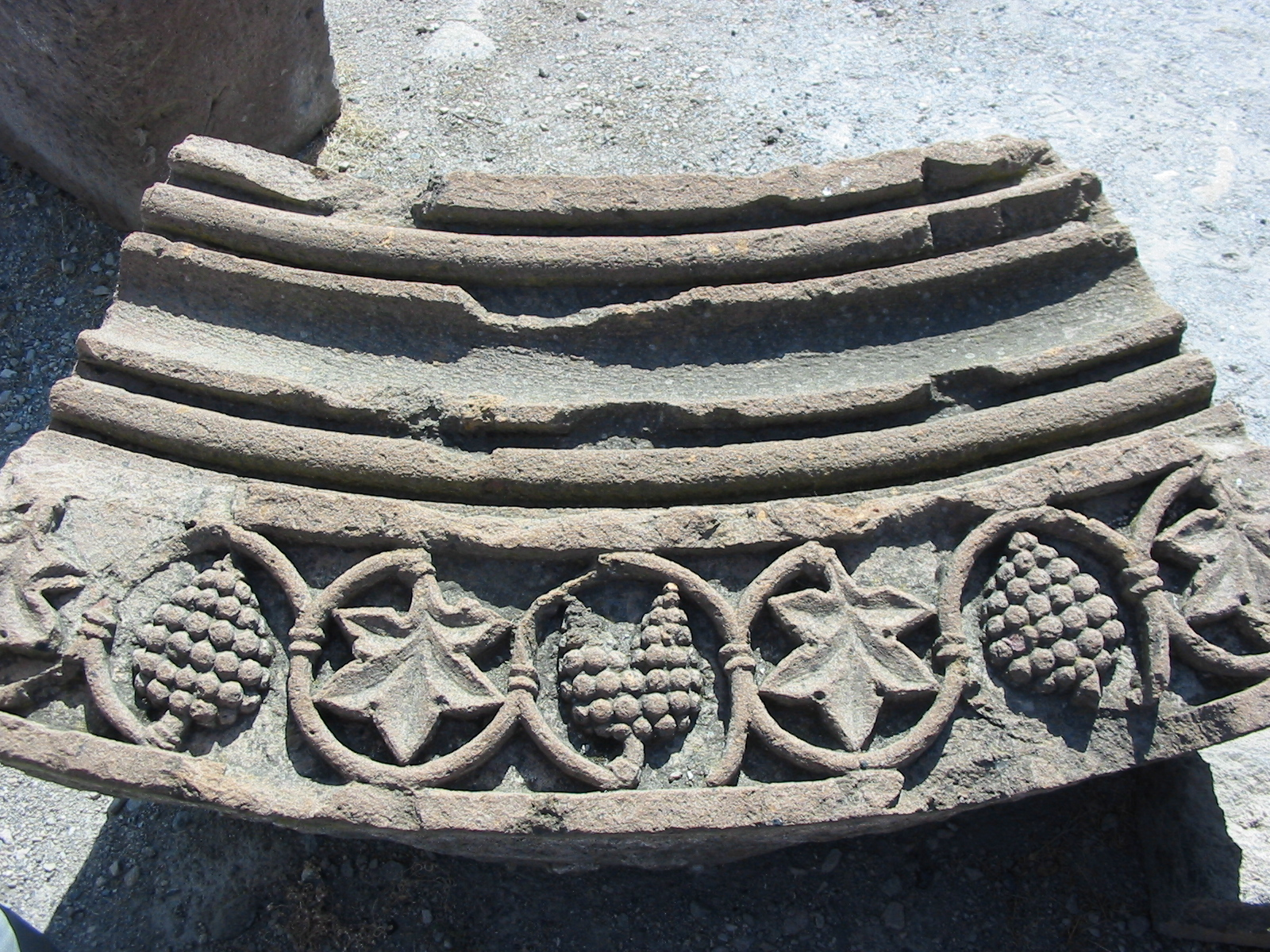
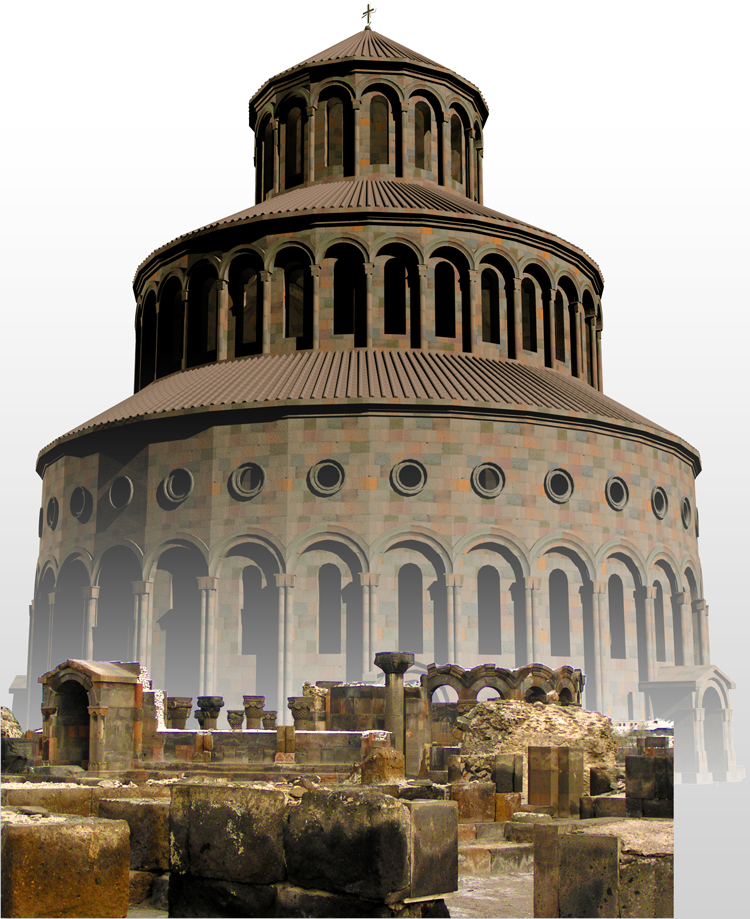
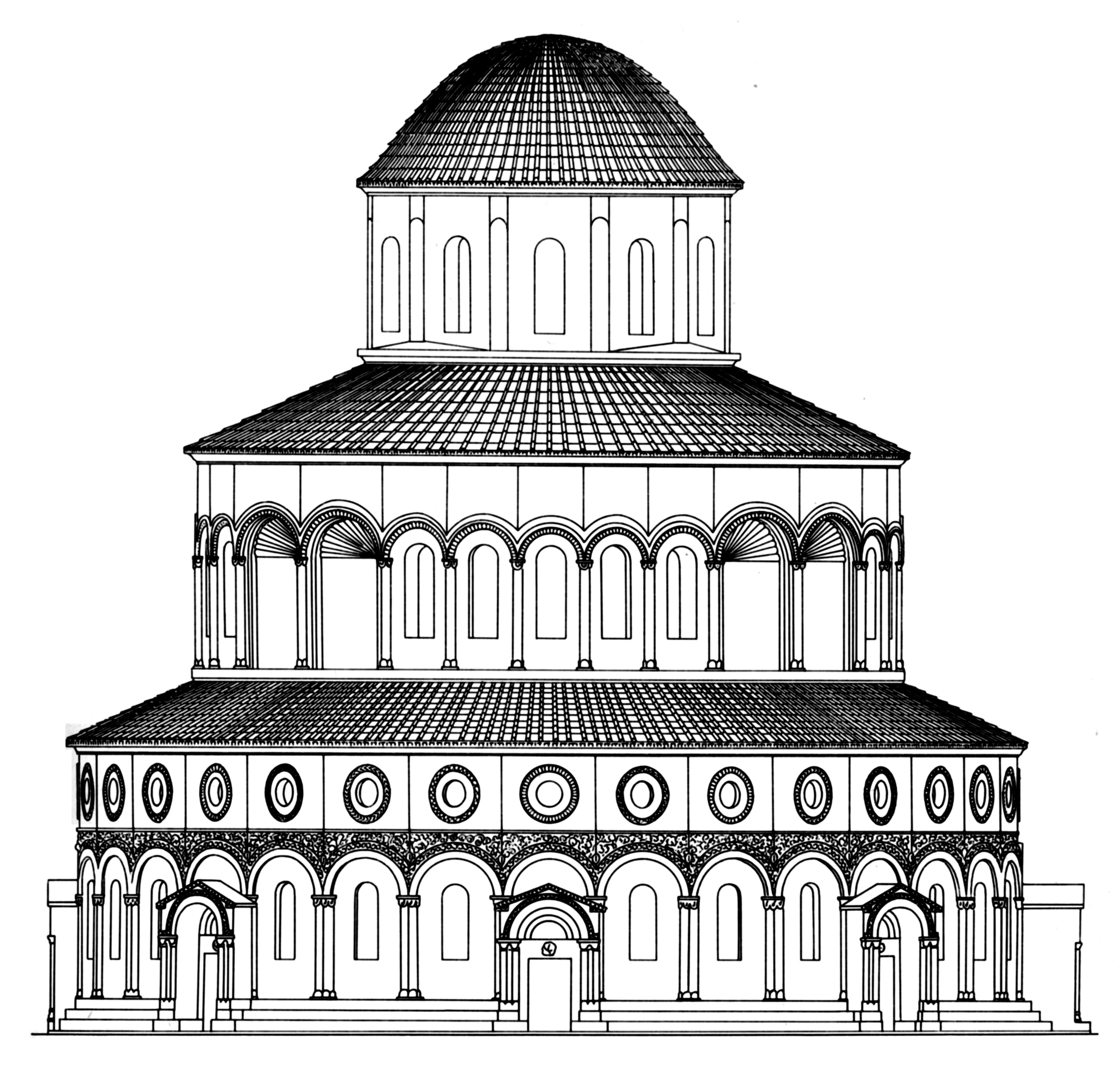